# حمیدرضا قربانی
حمیدرضا قربانی کارگردان و تدوینگر اهل ایران است. وی سه فیلم بلند نیز در کارنامه خود دارد.

## فیلم‌شناسی

### کارگردانی
- مغز استخوان (۱۳۹۸)
- خانه‌ای در خیابان چهل و یکم (۱۳۹۴)
- سه ماهی (فیلم ویدئویی) (۱۳۹۲)
- همسفران درباره الی (مستند) (۱۳۸۸)

### دستیار اول کارگردان و برنامه ریز
- جدایی نادر از سیمین (۱۳۸۹)
- درباره الی (۱۳۸۷)
- هم نفس(۱۳۸۲)

### تدوین
- ترور خاموش (۱۳۹۸)
- گلشیفته (مجموعه نمایش خانگی) (۱۳۹۷)
- دوباره زندگی (فیلم ۱۳۹۶) (۱۳۹۶)
- ایستگاه اتمسفر (۱۳۹۵)
- دلبری (۱۳۹۳)
- دهلیز (۱۳۹۱)
- همسفران درباره‌الی (۱۳۸۸)
- هم نفس (۱۳۸۲)